# Dendrodoa
Dendrodoa is een geslacht van zakpijpen uit de familie van de Styelidae.

## Soorten
- Dendrodoa abbotti Newberry, 1984
- Dendrodoa aggregata Müller, 1776
- Dendrodoa carnea (Rathke, 1806)
- Dendrodoa grossularia (Van Beneden, 1846) (Zeebes)
- Dendrodoa lineata (Traustedt, 1880)
- Dendrodoa minuta (Bonnevie, 1896)
- Dendrodoa pulchella (Rathke, 1806)
- Dendrodoa uniplicata (Bonnevie, 1896)